# 魯德·克羅爾
魯道夫·約瑟夫·克羅爾（荷蘭語：Rudolf Jozef Krol，1949年3月24日—），通稱魯德·克羅爾（荷蘭語：Ruud Krol）或魯迪·克羅爾（荷蘭語：Rudi Krol），出生在荷蘭首都阿姆斯特丹，是一名荷蘭足球領隊及前足球員，曾以隊長身分帶領荷蘭隊出戰1978世界盃並獲得亞軍，是1974及1978連兩屆的世界盃亞軍及賽事最佳11人。克羅爾的球員生涯主要在阿積士度過，司職左後衛或防守中場，除了防守外，他也有出色的雙腳長傳及穩健的控球推進能力，是攻守俱佳的邊後衛代表人物。

## 球員生涯
克羅爾的足球生涯在阿積士開始，時任領隊為連奴斯·米高斯。克羅爾的首季並沒有上陣太多場比賽，不過隨著原本的球會正選左閘轉投飛燕諾後，克羅爾奪得了正選位置。1971年，阿積士打入了歐聯決賽並擊敗了對手，然而克羅爾卻因腿部骨折而沒有上陣。在1972年和1973年，克羅爾則有機會在歐聯決賽上陣，而阿積士更連續三年擊敗對手而達成了三連冠。約翰·告魯夫和約翰·尼斯堅斯等球員相繼離開阿積士後，在1974年10月彼特·凱澤離開球會後，克羅爾成為阿積士的隊長直至1980年。其後，他加盟北美足球聯賽球會溫哥華白浪 效力了一季。及後，克羅爾轉投拿坡里並在那裡待了四年。1984年，他成為了法乙球會AS康城的球員並在1986年退役。

## 國際賽生涯
1969年，克羅爾在對英格蘭的賽事中首次代表荷蘭上陣。他合共代表了荷蘭隊上陣了83場並在1983年退出國家隊。克羅爾是1970年代荷蘭隊全攻全守的其中一名關鍵球員。克羅爾是一名全方位的後衛，他可以出任所有後防衛置，甚至是中場。1974年世界盃，荷蘭隊打入決賽而克羅爾當時便是出任左閘的位置，他在對巴西的賽事中助攻予約翰·告魯夫，其後他在對阿根廷的賽事中以一記25碼外的射球攻破對手。然而荷蘭最終在決賽以2-1不敵西德。
1978年世界盃，克羅爾轉為擔任清道夫並在原隊長約翰·告魯夫退役後接過隊長臂章。克羅爾的表現甚至名列了FIFA世界盃全明星隊的成員之一。然而，克羅爾無法阻止荷蘭隊再度在決賽失利，以3-1敗給阿根廷隊。
1979年，克羅爾獲選為歐洲足球先生第三名，僅次於第一名的奇雲·基瑾和第二名的卡爾·海因茨·路明尼加。
1980年歐洲國家盃，克羅爾以隊長身份帶領荷蘭隊作賽，不過荷蘭隊在首回合便被西德隊和捷克斯洛伐克所淘汰。荷蘭隊甚至未能取得參與1982年世界盃資格。克羅爾亦有在1984年歐洲國家盃部分外圍賽中上陣。1983年，克羅爾在對西班牙的歐洲國家盃外圍賽賽事以1-0不敵對手後正式退出國家隊。
1979年5月2日，克羅爾代表荷蘭隊上陣的次數相當於當時上陣次數最高的普克·雲希爾。克羅爾將會在1979年5月22日上陣第65場成為荷蘭隊當時上陣最多次數的球員。該場比賽是對阿根廷隊的FIFA銀禧賽，阿根廷最終在互射十二碼階段以8-7勝出。
克羅爾一直保持著代表荷蘭隊上陣次數最多次的球員的名銜直至2000年6月29日，時任荷蘭隊領隊法蘭·列卡特在2000年歐洲國家盃對意大利的賽事中讓阿朗·溫達上陣為止。

## 領隊生涯
克羅爾在其領隊生涯曾擔任埃及的領隊、荷蘭隊助教（時任領隊為路易斯·雲高爾）和阿積士助教（時任領隊為朗奴·高文）等職位。朗奴·高文辭任阿積士領隊一職後，克羅爾亦曾擔任球會的臨時領隊。2006年至2007年間，克羅爾是法乙球會阿些斯奧的領隊。2007年8月，他重返埃及擔任森馬歷克領隊，他曾在1994年至1999年間執教過該球會，並帶領球會在1999年贏得埃及杯、1996年的非洲聯賽冠軍盃和1997年的非亞冠軍球會盃。其後，克羅爾與南非球會奧蘭多海盜簽下了四年合約並帶領球隊贏得了埃及杯。